# Vamps
I VAMPS sono una rock band giapponese, fondata da Hyde, cantante e chitarrista (già cantante dei L'Arc~en~Ciel dal 1991) e K.A.Z., chitarrista (chitarrista degli Oblivion Dust). Producono i loro album sotto l'etichetta Vamprose.

## Storia del gruppo

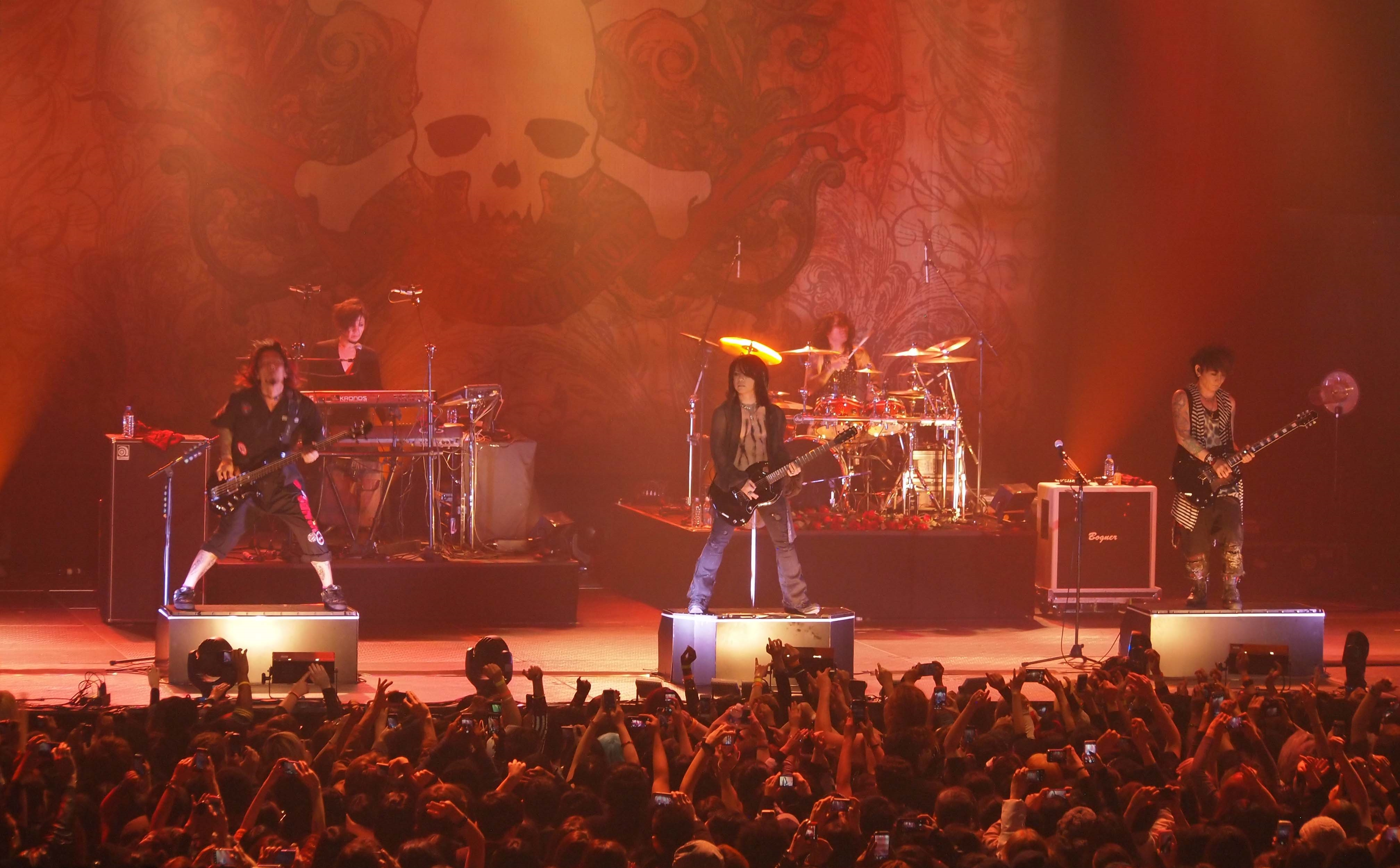
I Vamps in concerto (2013)

I VAMPS si formano con HYDE e K.A.Z. nel 2008. I due decidono di formare il gruppo dopo ad una collaborazione di K.A.Z. con HYDE nel progetto solista di quest'ultimo del 2003.
Il 2 luglio 2008, pubblicano il loro primo singolo Love Addict, scritto interamente da HYDE.
Nell'anno della formazione affrontano il loro primo tour Vamps Live 2008 dall'agosto all'ottobre dello stesso anno suonando per il Giappone nelle famose live house Zepp, dove tuttora suonano spesso. Ci fu la vendita di tutti i biglietti per tutti i concerti.
Pubblicano il 13 marzo 2009 il loro secondo singolo, intitolato I Gotta Kick Start Now.
Il primo album è chiamato Vamps ed esce nel 2009.
Nel 2009 affrontano un nuovo Tour, questa volta che prevede gli USA, sotto il nome Vamps Live 2009 USA Tour, che tocca città importanti come New York, Baltimora, Portland, Seattle, San Francisco, Los Angeles e San Diego.

### Beast
Il 28 luglio 2010 esce Beast, secondo album del gruppo, preceduto dall'uscita dei singoli Devil Side e Angel Trip a cui hanno succeduto i singoli Revolution e My First Last. Tutti i singoli sono stati equipaggiati di un music video.
Nello stesso anno iniziano il loro primo Tour mondiale per promuovere il nuovo album. Le prime date riguardano il Giappone, mentre da ottobre i Vamps si sposteranno nel resto del mondo. Visiteranno e suoneranno negli Stati Uniti, in Cile, in Spagna, Francia e Cina. Il tour ha previsto anche un live gratuito datato 30 luglio in cui hanno suonato molte canzoni di Beast. Il live è stato organizzato a Tokyo ed è stato ripreso e ne è stata resa disponibile la visione in diretta streaming su tre siti diversi: dalla SYNC MUSIC JAPAN, su Yahoo Music Live e su Nicovideo.

## Formazione
- HYDE (Takarai Hideto) - voce e chitarra
- K.A.Z. (Kazuhito Iwaike) - chitarra
- Ju-Ken (Mishiba Juichi) - basso
- Arimatsu (Yoshio Arimatsu) - batteria
- Jin Saito - tastiera

## Discografia

### Album studio
- 2009 – Vamps
- 2010 – Beast
- 2014 – Bloodsuckers
- 2017 – Underworld

### Singoli
- 2008 – Love Addict
- 2009 – I Gotta Kick Start Now
- 2009 – Evanescent
- 2009 – Sweet Dreams
- 2010 – Devil Side
- 2010 – Angel Trip
- 2010 – Memories/Get Up
- 2013 – Ⓐhead / Replay
- 2013 – Revolution II
- 2014 – Vampire's Love
- 2014 – Get Away / The Jolly Roger
- 2014 – World's End
- 2015 – Sin In Justice (con gli Apocalyptica)
- 2016 – Onside Of Me
- 2017 – Calling

### Raccolte
- 2013 – Sex Blood Rock N' Roll

## Videografia
- 2009 – Vamps Live 2008
- 2009 – Tales Of Vamps 2
- 2010 – Vamps Live 2009 U.S.A.
- 2010 – Vamps Live 2009
- 2011 – Vamps Live 2010 World Tour Chile
- 2012 – Vamps Live 2010 Beauty And The Beast Arena
- 2013 – Vamps Live 2012
- 2014 – Vamps Live 2014 London
- 2015 – Vamps Live 2014-2015
- 2015 – Vamps Live 2015 Bloodsuckers
- 2016 – MTV Unplugged: VAMPS
- 2016 – History-The Complete Video Collection 2008-2014
- 2017 – Vamps Live 2017 Underworld

## Curiosità
- I Vamps hanno pubblicato nel 2008 una canzone intitolata Glamorous Sky sotto richiesta della mangaka Ai Yazawa, creatrice di manga/anime come Nana o Cortili del cuore. Della canzone ne è stata fatta una cover da Mika Nakashima ed è stata usata come canzone cantata dalla protagonista Nana nell'omonimo manga/anime.